# Зирянське (Сахалінська область)
Зирянське (рос. Зырянское) — село у Холмському міському окрузі Сахалінської області Російської Федерації.
Населення становить 6 осіб (2013).

## Історія
З 1905 по 3 вересня 1945 року у складі губернаторства Карафуто Японії, відтак у складі Холмського міського округу Сахалінської області.

## Населення
| 1925 | 1935  | 2002 | 2010 | 2013 |
| ---- | ----- | ---- | ---- | ---- |
| 1071 | ↗1754 | ↘19  | ↘7   | ↘6   |